# Al Haliq-moskee
De Al Haliq-moskee (Arabisch: جامع الحلق) is een moskee in Tunis, de hoofdstad van Tunesië.

## Lokalisatie
De moskee ligt vlak bij Bab Jedid en Al Marr Straat. Volgens de legende verkocht een weduwe haar juwelen om de bouw ervan te financieren, vandaar de naam haliq, wat "ringen met een gouden ornament" betekent.